# (210446) 2009 BH64
(210446) 2009 BH64 es un asteroide perteneciente al cinturón de asteroides, descubierto el 20 de enero de 2009 por el equipo del Catalina Sky Survey desde el Catalina Sky Survey, Arizona, Estados Unidos.

## Designación y nombre
Designado provisionalmente como 2009 BH64.

## Características orbitales
(210446) 2009 BH64 está situado a una distancia media del Sol de 2,310 ua, pudiendo alejarse hasta 2,662 ua y acercarse hasta 1,957 ua. Su excentricidad es 0,153 y la inclinación orbital 5,748 grados. Emplea 1282,00 días en completar una órbita alrededor del Sol.

## Características físicas
La magnitud absoluta de (210446) 2009 BH64 es 17,59. 